# Pseudostomella roscovita
Pseudostomella roscovita is een buikharige uit de familie Thaumastodermatidae. Het dier komt uit het geslacht Pseudostomella. Pseudostomella roscovita werd in 1956 voor het eerst wetenschappelijk beschreven door Swedmark. 